# Clio (Iowa)
Clio – miasto w Stanach Zjednoczonych, w stanie Iowa, w hrabstwie Wayne.

## Demografia
Zgodnie ze spisem statystycznym z 2000, miasto liczyło 91 mieszkańców. W 2023 liczba mieszkańców spadła do 67 osób, a gęstość zaludnienia poniżej 36 osób/km².